# 3411 Debetencourt
3411 Debetencourt è un asteroide della fascia principale. Scoperto nel 1980, presenta un'orbita caratterizzata da un semiasse maggiore pari a 2,2436806 UA e da un'eccentricità di 0,1172040, inclinata di 5,38813° rispetto all'eclittica.
L'asteroide è dedicato alla madre dell'astronomo belga Georges Roland.